# Montoggio
Montoggio (ligurisch Montêuggio) ist eine italienische Gemeinde in der Metropolitanstadt Genua mit 2003 Einwohnern (Stand 31. Dezember 2023).

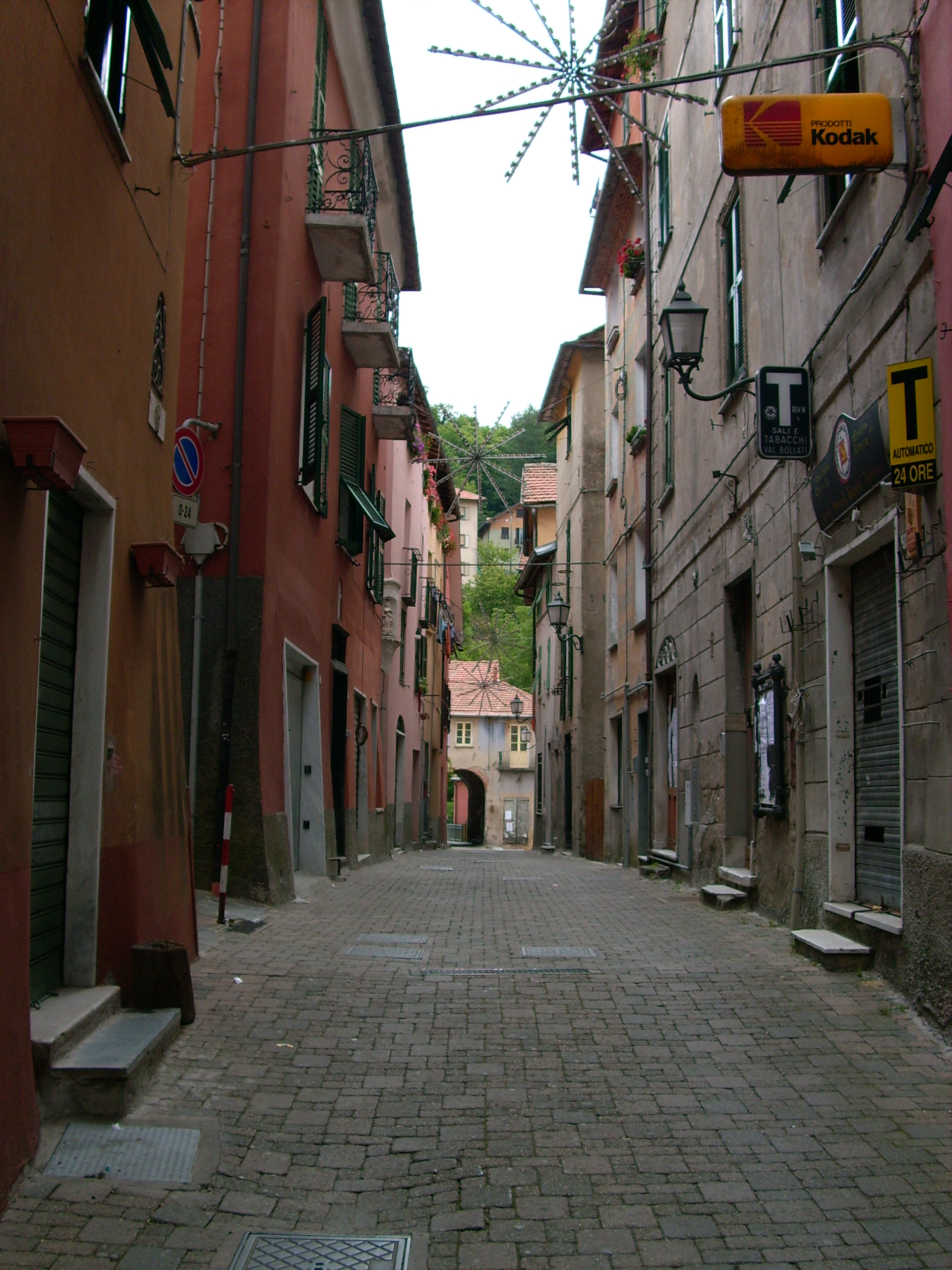
Die Altstadt von Montoggio

## Geographie
Die Gemeinde liegt im Tal Scrivia in der Nähe der Bäche Laccio und Pentema, aus denen im Verlauf der Fluss Scrivia hervorgeht. Die Entfernung zu der ligurischen Hauptstadt Genua beträgt ungefähr 26 Kilometer.
Montoggio gehört zu der Comunità Montana Alta Valle Scrivia.
Nach der italienischen Klassifizierung bezüglich seismischer Aktivität wurde Montoggio der Zone 4 zugeordnet. Das bedeutet, dass sich die Gemeinde in einer seismisch inerten Zone befindet.

## Gemeindepartnerschaften
Montoggio unterhält seit 2006 eine Partnerschaft mit der tschechischen Gemeinde Radomyšl.